# Malpie

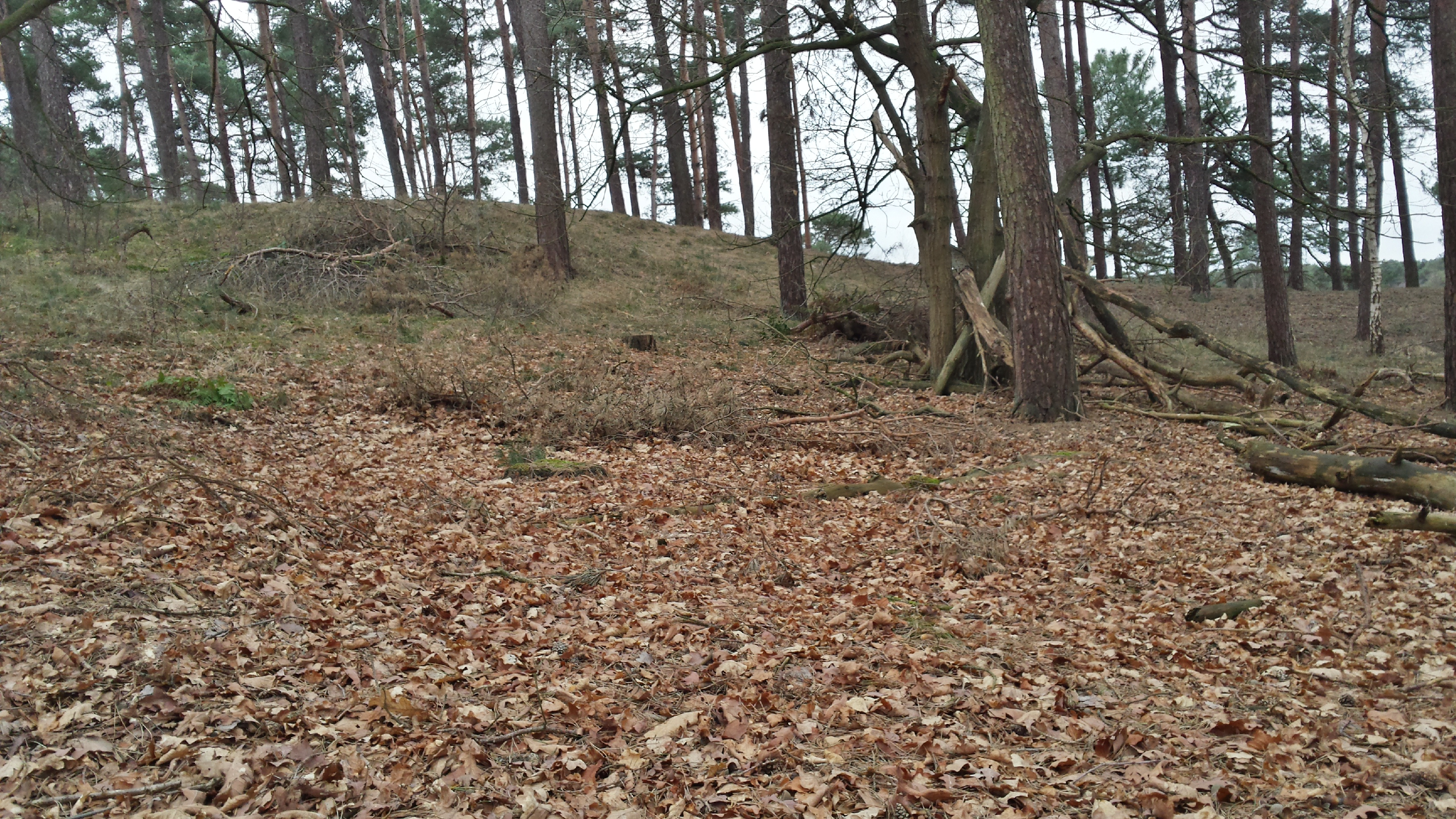
Hoogteverschil in de Malpie bij Valkenswaard

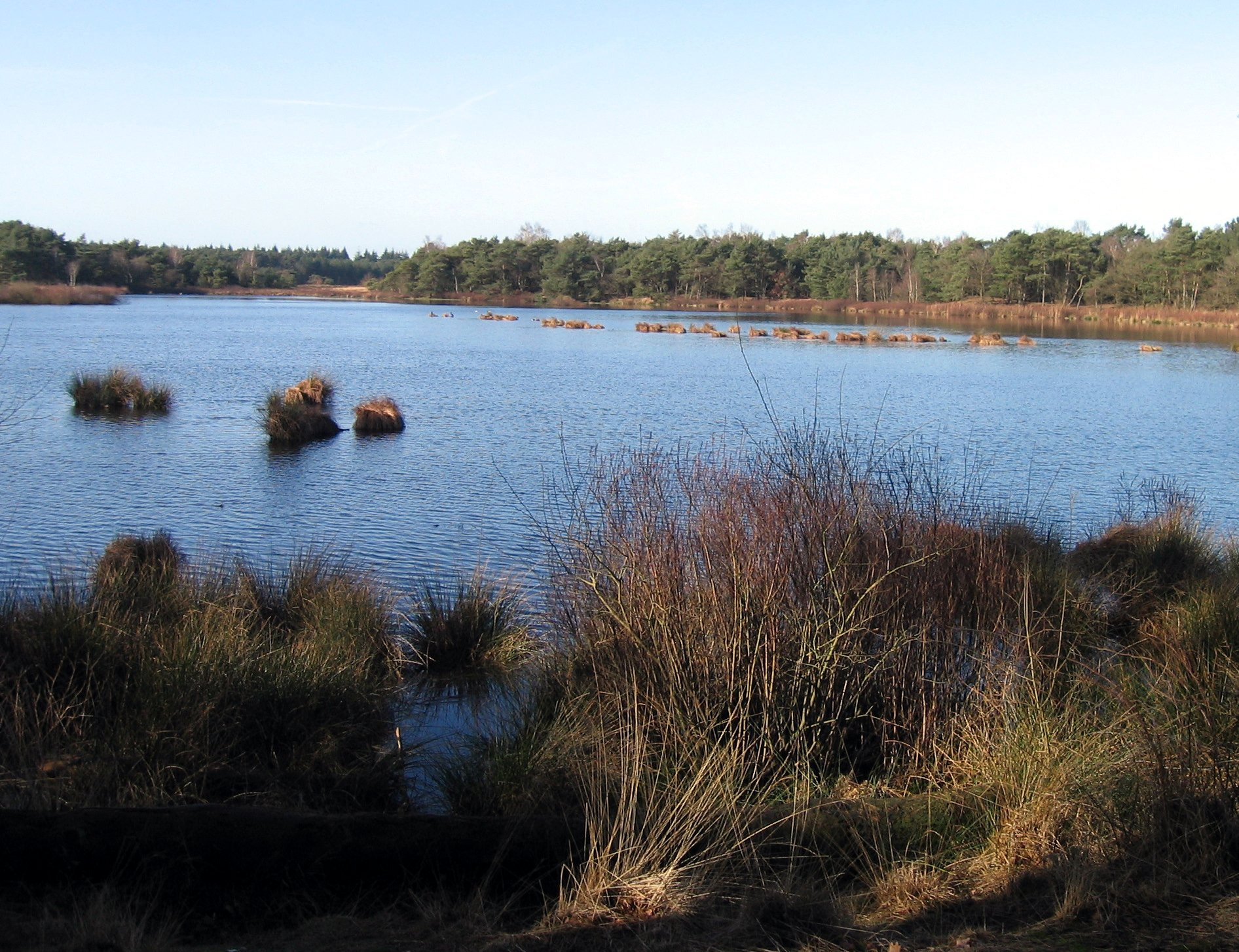
Het Groot Malpieven in 2007

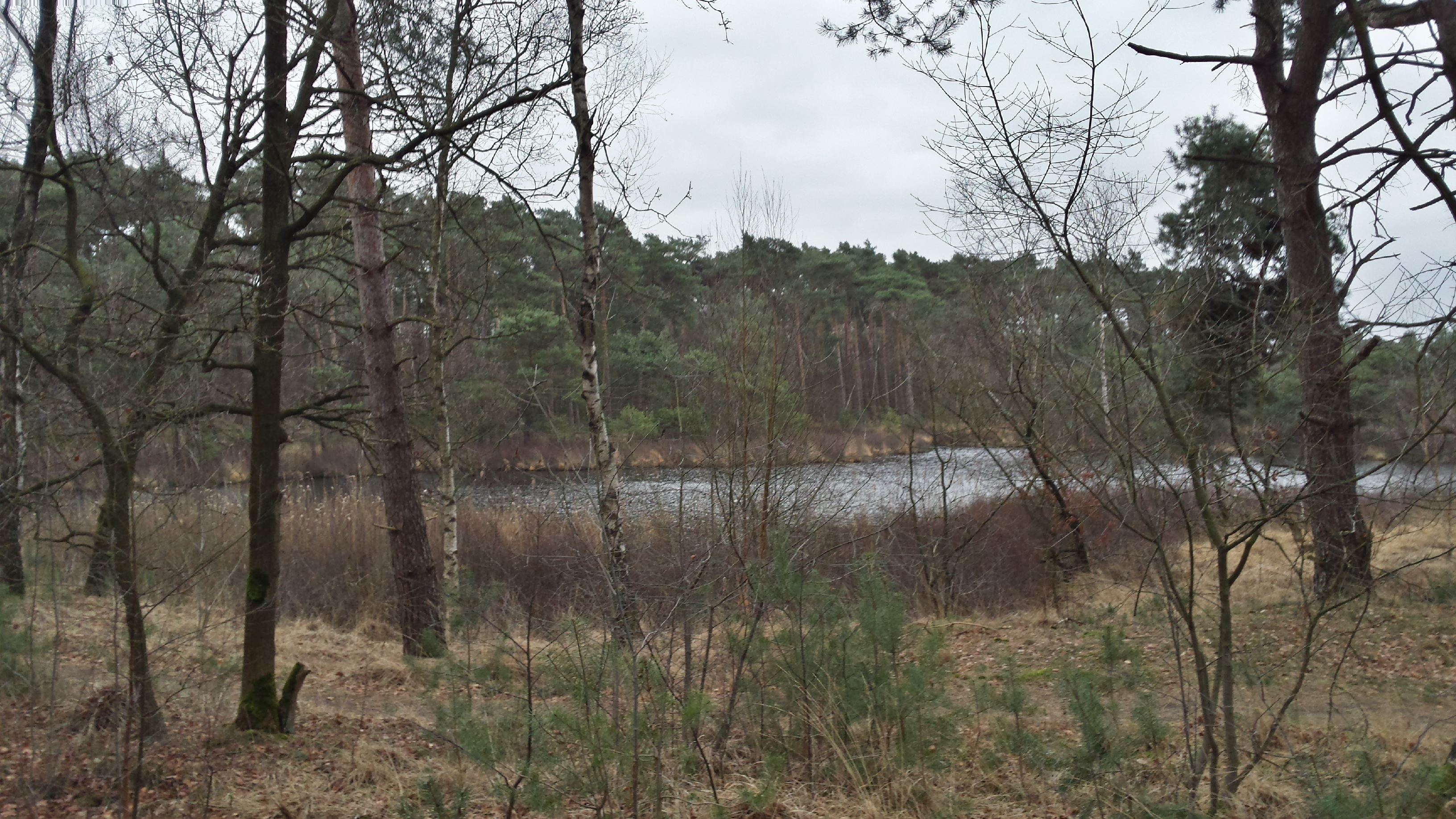
Een van de vele vennen in de malpie bij Valkenswaard

De Malpie is een natuurgebied in de gemeente Valkenswaard. Het bestaat uit twee gedeelten:
- De Malpiebeemden is ongeveer 217 hectare groot. Het ligt tussen Valkenswaard en Borkel en Schaft en is in bezit van de Vereniging Natuurmonumenten. Het bestaat uit hooilanden, moerassen en moerasbosjes.
- De Malpiebossen en natuurreservaat De Malpie is een aansluitend gebied van ongeveer 400 ha, dat in het bezit is van de gemeente Valkenswaard. Ongeveer 120 ha daarvan bestaat uit heide en vennen. Verder is er veel productiebos.

## Landschap
Het meest bekend aan natuurreservaat De Malpie is het uitgestrekte heidegebied met vele grote en kleine vennen.
Grote vennen zijn het Molenven, het Wasven, het Pastoorsven, de Vaarvennen en het Groot Malpieven. Sommige vennen, met name het Molenven en het Pastoorsven, zijn vermoedelijk aangelegd of gebruikt als visvijvers. De Vaarvennen hebben een natuurlijke oorsprong: ze zijn gevormd als stroomdalvennen, samenhangend met het nabije Dommeldal. In de Vaarvennen bevindt zich een grote kokmeeuwkolonie. Plaatselijk zijn er zandverstuivingen te vinden, onder meer nabij het Groot Malpieven. In de buurt van de watermolen komen gagelstruwelen voor. Het heide is een van de laatste overgebleven oorspronkelijke Brabantse heidegebieden. 
De Dommel stroomt dwars door het gebied, langs heide en beemden. Aan de oostzijde van de beek liggen de Malpiebeemden. Het beekdal, waarin de meest zanderige bodem afwisselt met venige en lemige plekken, vormt een vloeiende overgang naar de laaggelegen dekzanden van de eigenlijke Malpie. Bij de noordelijke ingang van het gebied staat aan de rivier de Venbergse Watermolen.

## Naamgeving
Over de betekenis van de naam Malpie bestaan verschillende theorieën. Een mogelijkheid is dat hij is afgeleid van het Franse 'mal pays' (slecht land). Een andere theorie, die waarschijnlijker is, stelt dat het woord is afgeleid van het oud-Nederlandse 'maal pee': maal betekent grenspaal en pee betekent zandrug of zandpad. De naam zou dan een plaats aangeven waar paden over een zandrug langs een grenspaal leiden.

## Beheer
In de zomer van 2010 werd begonnen met uitvoering van een herstelplan voor het Groot Malpieven. Om af te rekenen met een groot overschot aan voedingsstoffen, onder meer veroorzaakt door luchtvervuiling, inwaaiend blad en de kolonie kokmeeuwen, zette waterschap De Dommel de westzijde van het ven droog en verwijderde met graafmachines de dikke laag voedselrijk slib van de oorspronkelijke schrale zandbodem. De bomen en de voedselrijke humuslaag rond het ven werden ook verwijderd. In 2017 kreeg het oostelijk deel van het ven eenzelfde behandeling.

## Recreatie
De Malpie is een wandel- en fietsgebied. Er loopt een fietspad van de Venbergse Watermolen naar Borkel en Schaft. Men heeft van af dit pad zicht op het afwisselende landschap met de vennen en de kokmeeuwkolonie. Er zijn ook uitgezette wandelroutes door het gebied.